# Квинт Хортензий (диктатор)
Квинт Хортензий (на латински: Quintus Hortensius) е политик на Римската република от началото на 3 век пр.н.е. Произлиза от плебейската фамилия Хортензии.
След последния протест на плебеите в Рим (secessio plebis) през 287 пр.н.е. е избран за диктатор. Той въвежда закона Lex Hortensia, един от най-важните закони на Римската република. С този закон се прекратяват бунтовете на плебеите.